# 飞机模型

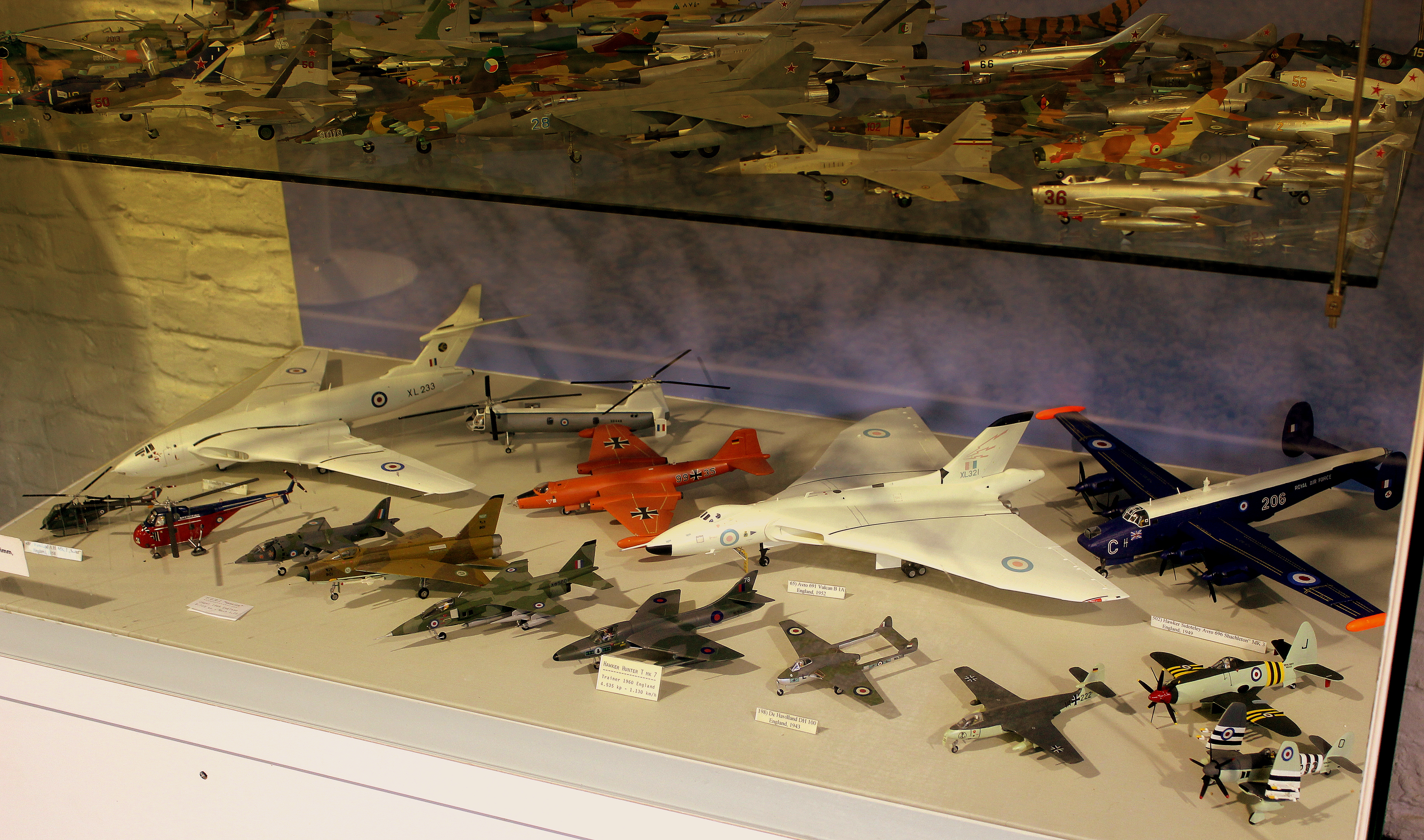
琳琅滿目的飛機模型

飞机模型（英語：Model aircraft）是指小型的无人机，或一个航空器（无论现实中是否存在）的复制品比例模型。飞机模型可分成两大类：可飞行和不可飞行。可飞行的模型既可以是硬纸板、泡沫聚苯乙烯做的玩具滑翔机，也可以是内置动力系统（如模型用活塞发动机等）、轻木、竹子、塑料、碳纤维、玻璃钢等材料做的比例模型。有些飞机模型可以做得很大，尤其是那些为了模拟真实飞行情况而制作的等比模型。不可飞行的飞机模型也会被称为展品模型，既可以是大规模生产的塑料玩具飞机，也可以是耗工时上千小时、极其注重细节、博物馆用来珍藏的模型。许多飞机模型都是聚苯乙烯注射製模而成，可由人自行组装。

## 大小比例
一般自行组装的飞机模型比例可拥有 1:144, 1:72, 1:50, 1:48, 1:32, 和 1:24 的比例。注塑成型(Die-Cast Model)的比例则有
1:400, 1:200, 1:72, 1:600, 1:500, 1:300, 1:150和1:100。较少生产的比例则有1：64，1：96和1：128，这种比例也曾可称为S Scale.

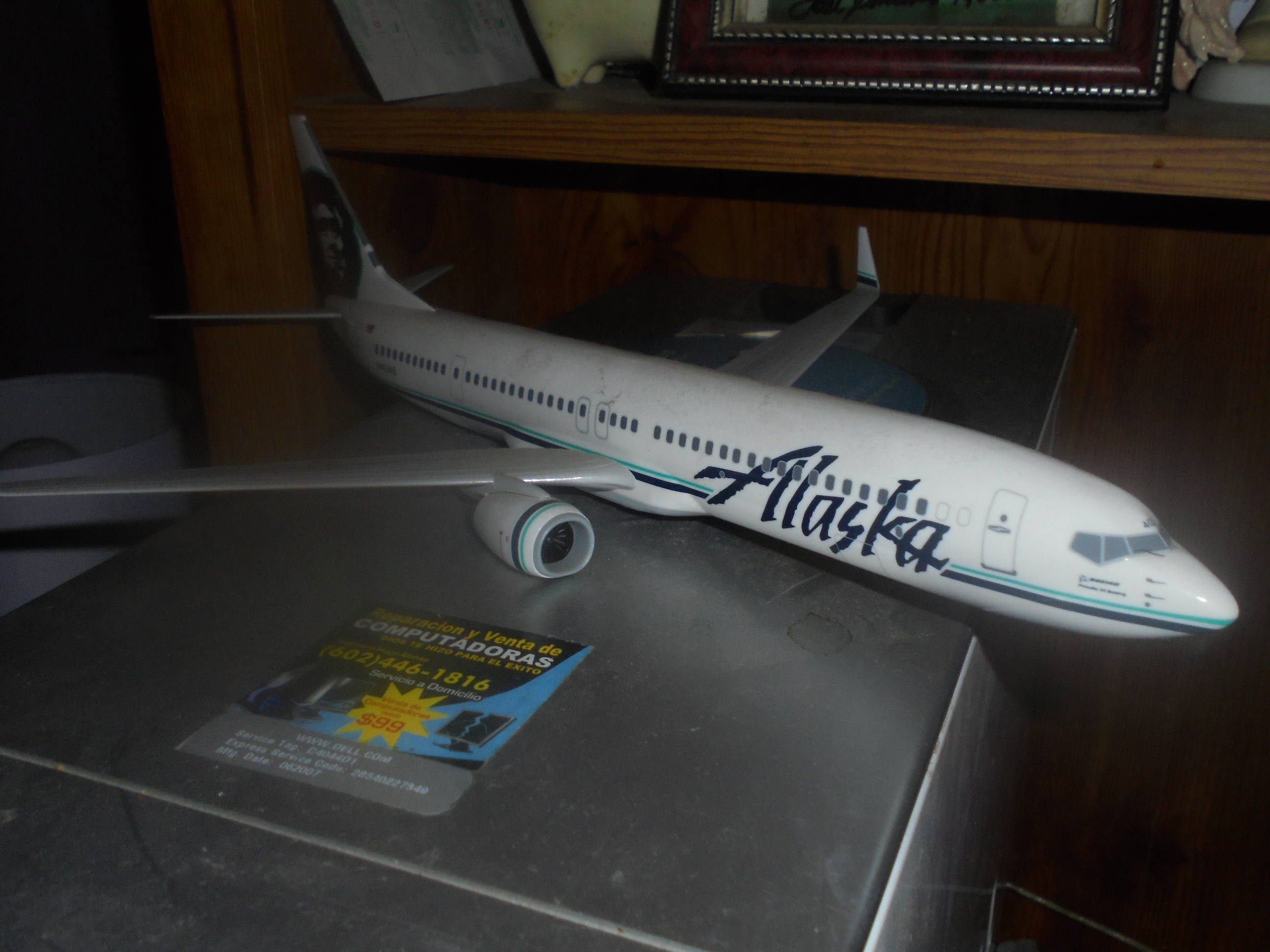
一架1：100比例的阿拉斯加航空波音737

## 材料
常見的飞机模型是使用碳钢，锌合金或聚苯乙烯塑料制造的。虽然注塑成型的飞机模型拥有較高的精度，但是模型则比较昂貴，並且需要大量生產才能彌補其製造成本。然而有些公司则使用樹脂或橡膠制造飞机模型，但是耐用性比较低。

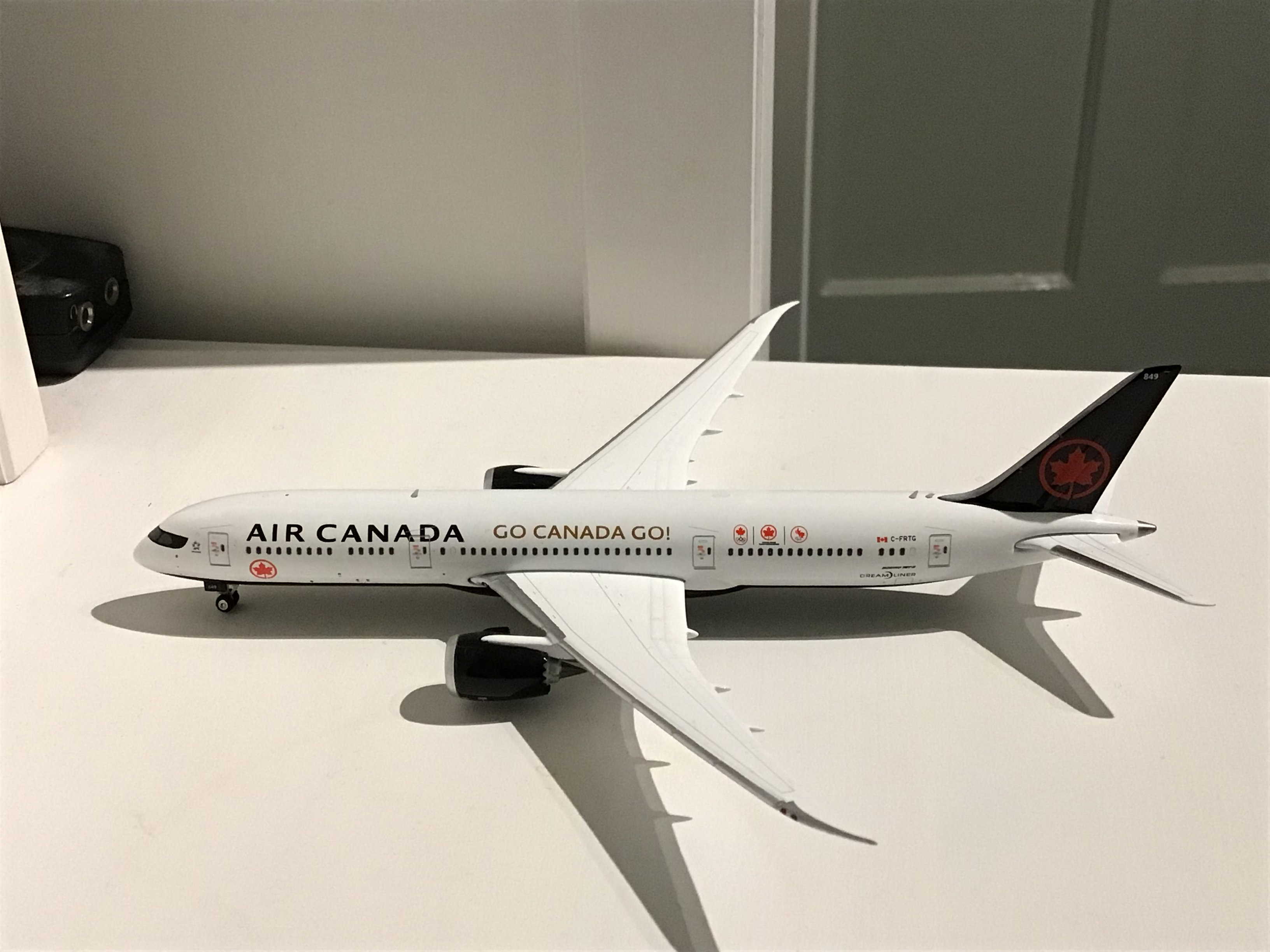
Phoenix Models制造的加拿大航空波音 787-9"Go Canada Go!"彩绘飞机模型